# Alyxia solomonensis
Alyxia solomonensis är en oleanderväxtart som beskrevs av D.J.Middleton. Alyxia solomonensis ingår i släktet Alyxia och familjen oleanderväxter. Inga underarter finns listade i Catalogue of Life.